# Пацканьово
Пацканьо́во (Пацканьо́ве) — село в Ужгородському районі Закарпатської області, на річці Бистра. Населення — 1074 особи (2001).

## Назва
,
Колишні назви — Потокош (Patakos), Потконовці, Packanovo/. Існує декілька варіантів походження такої специфічної назви села. Один пов'язаний з прізвищем засновника. Пацканів на Закарпатті дійсно чимало, хоча в цьому населеному пункті родин з таким прізвищем нині немає. Побутує також думка, що етимологія села Пацканьово походить від слова Пасха. Адже, у свій час саме на цих землях масово пекли Пасхи для королівської родини. Ще одна версія: назва села походить власне від пацюків. Село було засноване серед букових лісів, де люблять жити гризуни.

## Географія
Розташоване поблизу гори Маковиці, за 28 км від районного центру, за 12 км від смт Середнє.
Поблизу села є джерело сірчаної води (див. також «Джерело б/н»).

## Історія
На території Пацканьового знайдені побутові речі, які свідчать про заселення цієї місцевості в середині І тисячоліття до н. е. У північно-східній частині Пацканьово, в урочищі Гомулки — курганний могильник ранньозалізного віку. Цікаво, що в низьких місцевостях, поблизу села, багато курганів. На думку місцевих людей. Це — татарські могили.
Перша згадка про село є в документах 1600 року.
Село Пацканьово, спромоглося побудувати на р. Бистра аж шість млинів, де працювало приблизно 18 чоловік. Перший спорудили в 1898-му, решту — до середини ХХ століття. Власником цих млинів був виходець із Польщі пан Звурський (на прізвисько Матій).
Восени 1918 року селяни Пацканьового вимагали повернення своїх земель, які відібрали у них поміщики і лихварі. Збори 29 грудня 1918 року ухвалили рішення про возз'єднання з Україною.
У березні-квітні 1919 року в Пацканьовому була влада Угорської Радянської Республіки.
У туристичному довіднику-путівнику «Підкарпатська Русь» (1936 р.) вчителя, редактора, письменника, відомого краєзнавця Ярослава Достала Jaroslav Dostal (1884—1950, Чехія), яке переклав та по новому упорядкував, систематизував та доповнив текстовим і ілюстративним матеріалом палкий шанувальник історії і культури рідного краю, відомий закарпатський лікар-хірург, канд. мед. наук, доцент УжНУ Юрій Михайлович Фатула у своїй книзі — путівник-довідник «Європейське коріння» (Ужгород, 2016 р.) міститься інформація про село Пацканьово (Packanovo, Patakos) (сторінка 123):
- Населення 1390 жителів.
- Національний склад: русинів — 1287, євреїв- 96, чехів і словаків — 2, іноземців — 5.
- Релігійні громади : 1291 греко-католик.
- навчальні заклади: русинська школа (5 класів).
- Церковні установи: греко-католицька кам'яна церква Св. Михайла, 1839 р.

Цікавим є факт, що у часи Чехословацької республіки село Пацканьово входило в Мукачівський округ Підкарпатсько Русі.
Під час угорсько-фашистської окупації (1939—1944) більшість молоді була відправлена на примусові роботи, а М. І. Скучку за висловлення проти жорстокого режиму гортисти закатували. Жителі села допомагали партизанам з'єднання О. В. Тканка; П. Ю. Білей та І. І. Токарський вступили в партизанський загін.
24 жовтня 1944 року радянські війська зайняли село; понад 30 осіб пішли добровольцями до лав Червоної Армії.
З промислових підприємств тут лише кар'єр, де видобувають облицювальний камінь.

## Політика

### Парламентські вибори, 2019
На позачергових парламентських виборах 2019 року у селі функціонувала окрема виборча дільниця № 210563, розташована у приміщенні сільської ради.
Результати
- зареєстровано 744 виборці, явка 62,10%, найбільше голосів віддано за «Слугу народу» — 46,43%, за «Опозиційний блок» — 13,84%, за «Опозиційну платформу — За життя» — 7,59%.[1] В одномандатному окрузі найбільше голосів отримав Андрій Андріїв (самовисування) — 65,27%, за Олександра Пекаря (Слуга народу) — 11,87%, за Роберта Горвата (самовисування) — 9,89%[2].

## Соціальна сфера
У Пацканьовому є восьмирічна та заочна середня школи, клуб, бібліотека, якій присвоєно звання бібліотеки відмінної роботи.

## Релігія
храм св. арх. Михайла. 1839.
Церкву згадують у селі в 1692 р.
У XVIII ст. була церква малих розмірів. Дерев'яну церкву згадують у 1778 р., але священика в селі не було. На початок XX ст. в селі налічувалося 1000 греко-католиків.
Теперішня церква — типова мурована базиліка. На таблиці на південному фасаді роком спорудження вказано 1776, а також 1986, як рік останнього ремонту. Поряд мурована дзвіниця з дзвонами, відлитими в 1923 і 1928 роках.
Мурований хрест нижче дзвіниці поставив Василь Свида в 1898 p., інший поставлено в 1910 р.

## Туристичні місця
- храм св. арх. Михайла. 1839.
- Народний етнографічний музей-хата в с. Пацканьово
- Цікаво, що село складається з однієї вулиці, протяжністю 7 кілометрів.
- Поблизу села знаходиться мінеральне джерело, воду якого називають святою. В урочищі «Свята вода» з-під землі б'є дивне джерело із специфічним запахом — сірчано-кисла вода. Віддавна приїздили сюди хворі. Привозили з собою домашнє начиння, облаштовувались тут у період між копанням і жнивами, тобто у липні, і лікувались. Біля криниці — невеличка галявина, куди пробивалось сонячне проміння. Тут хворі зігрівались після купання. Купалися у дерев'яних бочках привезених на возах із сіл. У бочки набирали води з джерела й нагрівали розігрітим у вогні камінням.

## Пам'ятки
- Місце висадки партизанського десанту;
- Пам'ятник односельчанам-добровольцям Радянської Армії;

## Відомі уродженці
- Свида Василь Іванович (1913–1989) — український скульптор-різьбяр, народний художник УРСР (1973), лауреат Шевченківської премії (1983).
- Свида Іван Юрійович (нар. 1950) — Начальник Генерального штабу, головнокомандувач Збройних Сил України